# SN 1994ao
SN 1994ao – supernowa odkryta 25 lutego 1994 roku w galaktyce A160423+4303. W momencie odkrycia miała maksymalną jasność 28,10m.